# Baldhu
Baldhu – wieś w Anglii, w Kornwalii. Leży 33 km na północny wschód od miasta Penzance i 378 km na zachód od Londynu.